# ماذا عنا (أغنية بينك)
«ماذا عنا؟» أغنية سجلتها المغنية وكاتبة الأغاني الأمريكية بينك لألبومها السابع «صدمة جميلة» 2017. أصدرت شركة (آر سي إيه) الأمريكية تسجيل الأغنية للتنزيل والتدفق الرقمي في أكتوبر 2017، أغنيةً رئيسية للألبوم.
الأغنية التي كتبها بينك وجوني مكايد ومنتجها ستيف ماك، مسار موسيقي إلكتروني راقص (إي دي إم) مع إنتاج رقص مبتهج يمزج بين الحبال المتكررة والمُركِّبات ودقات آلة الطبل. ألفت بينك، المتأثرة بالسياسة في ذلك الوقت، الأغنية بوصفها أغنية احتجاج سياسية ذات كلمات شعرية وشاملة.تستكشف كلمات الأغنية اعتقاد بينك بأن الحكومة الأمريكية قد فشلت مع الناس وترسل رسالة عمن يشعرون بأنهم غير مسموعين أو منسيين.
أعطى نقاد الموسيقى الأغنية مراجعات إيجابية غالبًا، أشاد العديد منهم بالإنتاج والأداء الصوتي للأغنية وأعرب آخرون عن تقديرهم للرسالة السياسية للأغنية والطبيعة الإنشادية للتكوين. بلغت ذروتها في المرتبة 13 ضمن أفضل 100 أغنية أمريكية، وأعطت بينك أغنيتها التاسعة التي حطمت الرقم القياسي في قائمة أغاني البوب الكبار، متجاوزةً أغاني كاتي بيري المنفردة مع أكثر الأغاني التي تتصدر القائمة. وصلت الأغنية إلى المرتبة الأولى في 8 دول، منها أستراليا وبولندا وسويسرا، وبلغت ذروتها ضمن المراكز العشرة الأولى في 12 دولة، منها كندا والمملكة المتحدة. رُشحت الأغنية لأفضل أداء بوب منفرد في حفل توزيع جوائز جرامي السنوي الستين.
صدر فيديو موسيقي مصاحب للأغنية من إخراج جورجيا هدسون في 16 أغسطس 2017، يصور بينك وأعضاء مجموعات الأقليات يقومون بالعديد من الأعمال الروتينية المصممة في مدينة مهجورة في أثناء مطاردتهم بواسطة كشافات من طائرات هليكوبتر تحوم. حظي الفيديو بتعليقات إيجابية من النقاد الذين أشادوا بكوريغرافيا وتمثيل الجماعات المضطهدة، وكذلك موضوع الأغنية السياسي. للترويج للأغنية، أدتها بينك على الهواء مباشرة في حفل جوائز (إم تي ڤي) الموسيقي عام 2017، ومباشرةً ليلة الأحد ضمن برنامج إلين ديجينيرز، من بين المظاهر المتلفزة الأخرى، إضافةً إلى جولتها حول العالم (2017–2019).

## الكتابة والاقتباس
بعد جولة (2013-2014) دعمًا لألبومها السادس «الحقيقة حول الحب» (2012)، استغرقت بينك قرابة أربع سنوات للتركيز على حياتها الشخصية وإيجاد الإلهام.
خلال فترة التوقف، ركزت على أسرتها وعيش حياة طبيعية، ما أثر في موسيقاها. تم تأليف خمسين أغنية خلال تطوير «الصدمة الجميلة»، منها ماذا عنا. كتب الأغنية بينك وجوني ماك ديد وستيف ماك، وأنتجها ماك. 
في مقابلة مع مجلة النسر الأمريكية، تحدثت بينك عن تجربة كتابة الأغنية قائلة: «لقد كان مجرد يوم آخر، كنت غاضبة مما يحدث في العالم».
كُتبت الأغنية وسُجلت خلال الجلسة، وفقًا لبينك، «تلك هي تلك الأنواع من الأغاني التي تخرج منك للتو، ولهذا السبب أعتقد أنك مجرد وعاء عندما تكون مبدعًا».
عند سؤاله عن تأليف الأغنية، قال ماك ديد: «من وجهة نظري، يتعلق الأمر بالنظر في نفسك والتفاعل. إنها مثل الكيمياء، كما تعلم، تتفاعل مع الشخص الموجود هناك في الغرفة وهذه الأشياء، تخرج هذه الأفكار وربما تكون مختلفة حتى عن الشخص الذي يسمعها. وهذا هو جمالها، فهي تسمح حقًا للناس بتلقي موسيقاها بالطريقة التي يفعلونها».